# GTD–1250
A GTD-1250 gázturbinás hajtóművet a Klimov és Kaluga Turbinagyár fejlesztette ki 1986- ban a T-80U harckocsihoz.

## Műszaki adatok[5][6][7]
| Motor teljesítmény (LE)/(KW)   | 1250 / 919 |
| Üzemanyag-fogyasztás (g/h.p.h) | 225        |
| Tömeg (kg)                     | 1050       |
| Hossz (mm)                     | 1494       |
| Szélesség (mm)                 | 1042       |
| Magasság (mm)                  | 888        |
| Olajfogyasztás                 | <0.2 l/óra |
| Tömörítési arány               | 10.5       |
| Max. nyomaték                  | 4395 N·m   |

| Élettartam       |          |
| kijelölt         | 1000 óra |
| javítások között | 500 óra  |